# Kosta Todorović
Kosta Todorović (srbsko Коста Тодоровић), srbski zdravnik, predavatelj in akademik, * 5. julij 1887, † 19. september 1975.
Todorović je deloval kot redni profesor za infekcijske bolezni na Medicinski fakulteti v Beogradu in bil dopisni član Slovenske akademije znanosti in umetnosti (od 2. junija 1953).